# Ворошилово (Калязинский район)
Ворошилово — деревня в Калязинском районе Тверской области. Входит в состав Нерльского сельского поселения.

## География
Находится в юго-восточной части Тверской области на расстоянии приблизительно 15 км на юг по прямой от районного центра города Калязин.

## История
Была отмечена на карте 1825 года. В 1859 году здесь (тогда деревня Калязинского уезда Тверской губернии) было учтено 19 дворов, в 1941 — 27, в 1978 —17 .

## Население
Численность населения: 59 человек (1859 год), 7 (русские 100 %) в 2002 году, 1 в 2010.